# Élections municipales de 2005 dans le Nord-du-Québec
Les élections municipales québécoises de 2005 se déroulent le 6 novembre 2005. Elles permettent d'élire les maires et les conseillers de chacune des municipalités locales du Québec, ainsi que les préfets de quelques municipalités régionales de comté.
Elles permettent de déterminer les maires et les conseillers de chacune des municipalités locales de même que certains préfets. Ces élections sont les premières tenues en vertu de la Loi sur les élections et les référendums dans les municipalités adoptée en 2001 par l'Assemblée nationale du Québec, qui instaure une nouvelle procédure prévoyant de tenir les élections de tous les postes municipaux dans toutes les municipalités la même journée.

## Nord-du-Québec

### Chapais
| Candidats pour la mairie            | Vote | %     |
| ----------------------------------- | ---- | ----- |
| Jacques Bérubé (Sortant)            | 432  | 55,38 |
| Michel Trudel                       | 348  | 44,62 |
| Nombre d'électeurs inscrits : 1 253 |      |       |

### Chibougamau
| Candidats pour la mairie            | Vote | %     |
| ----------------------------------- | ---- | ----- |
| Donald Bubar (Sortant)              | 983  | 36,01 |
| Serge Drolet                        | 877  | 32,12 |
| André Naud                          | 870  | 31,87 |
| Nombre d'électeurs inscrits : 5 677 |      |       |

### Lebel-sur-Quévillon
| Candidats pour la mairie | Vote            | %               |
| ------------------------ | --------------- | --------------- |
| Gérald Lemoyne (Sortant) | Sans opposition | Sans opposition |

### Matagami
| Candidats pour la mairie            | Vote | %     |
| ----------------------------------- | ---- | ----- |
| René Dubé                           | 544  | 70,28 |
| Claude Nicolas                      | 117  | 15,12 |
| Robert Labelle (Sortant)            | 97   | 12,53 |
| Paul Corriveau                      | 16   | 2,07  |
| Nombre d'électeurs inscrits : 1 207 |      |       |